# Argentína az 1952. évi nyári olimpiai játékokon
Argentína a finnországi Helsinkiben megrendezett 1952. évi nyári olimpiai játékok egyik részt vevő nemzete volt. Az országot az olimpián 15 sportágban 123 sportoló képviselte, akik összesen 5 érmet szereztek.

## Érmesek
| Érem  | Versenyző                          | Sportág    | Versenyszám   |
| ----- | ---------------------------------- | ---------- | ------------- |
| Arany | Tranquilo Capozzo Eduardo Guerrero | Evezés     | Kétpárevezős  |
| Ezüst | Reinaldo Gorno                     | Atlétika   | Férfi maraton |
| Ezüst | Antonio Pacenza                    | Ökölvívás  | Félnehézsúly  |
| Bronz | Eladio Herrera                     | Ökölvívás  | Nagyváltósúly |
| Bronz | Humberto Selvetti                  | Súlyemelés | +90 kg        |

## Atlétika
Férfi
| Versenyző                                                   | Versenyszám     | Előfutam | Előfutam | Előfutam | Negyeddöntő | Negyeddöntő | Negyeddöntő | Elődöntő | Elődöntő | Elődöntő | Döntő         | Döntő         |
| Versenyző                                                   | Versenyszám     | Idő      | Hely.    | Össz.    | Idő         | Hely.       | Össz.       | Idő      | Hely.    | Össz.    | Idő           | Helyezés      |
| ----------------------------------------------------------- | --------------- | -------- | -------- | -------- | ----------- | ----------- | ----------- | -------- | -------- | -------- | ------------- | ------------- |
| Mariano Acosta                                              | 100 m           | 11,58    | 6.       | 66.      | kiesett     | kiesett     | kiesett     | kiesett  | kiesett  | kiesett  | kiesett       | kiesett       |
| Enrique Beckles                                             | 100 m           | kizárták | kizárták | kizárták | kiesett     | kiesett     | kiesett     | kiesett  | kiesett  | kiesett  | kiesett       | kiesett       |
| Enrique Beckles                                             | 200 m           | 22,73    | 3.       | 53.      | kiesett     | kiesett     | kiesett     | kiesett  | kiesett  | kiesett  | kiesett       | kiesett       |
| Romeo Galán                                                 | 100 m           | 11,11    | 2.       | 22.      | 11,08       | 5.          | 20.         | kiesett  | kiesett  | kiesett  | kiesett       | kiesett       |
| Gerardo Bönnhoff                                            | 200 m           | 21,72    | 1.       | 4.       | 21,67       | 1.          | 5.          | 21,75    | 3.       | 5        | 21,59         | 6.            |
| Estanislao Kocourek                                         | 110 m gát       | 15,20    | 3.       | 13.      |             |             |             | kiesett  | kiesett  | kiesett  | kiesett       | kiesett       |
| Delfo Cabrera                                               | Maraton         |          |          |          |             |             |             |          |          |          | 2:26:42,4     | 6.            |
| Reinaldo Gorno                                              | Maraton         |          |          |          |             |             |             |          |          |          | 2:25:35,0     |               |
| Corsino Fernández                                           | Maraton         |          |          |          |             |             |             |          |          |          | nem ért célba | nem ért célba |
| Guillermo Weller                                            | 50 km gyaloglás |          |          |          |             |             |             |          |          |          | nem ért célba | nem ért célba |
| Enrique Beckles Mariano Acosta Gerardo Bönnhoff Romeo Galán | 4 × 100 m váltó | 41,56    | 3.       | 7.       |             |             |             | 41,61    | 4.       | 7.       | kiesett       | kiesett       |

| Versenyző     | Versenyszám   | Selejtező | Selejtező | Döntő    | Döntő    |
| Versenyző     | Versenyszám   | Eredmény  | Helyezés  | Eredmény | Helyezés |
| ------------- | ------------- | --------- | --------- | -------- | -------- |
| Ricardo Héber | Gerelyhajítás | 64,82 m   | 12.       | 62,82 m  | 15.      |

Női
| Versenyző                                                  | Versenyszám     | Előfutam | Előfutam | Előfutam | Negyeddöntő | Negyeddöntő | Negyeddöntő | Elődöntő | Elődöntő | Elődöntő | Döntő   | Döntő    |
| Versenyző                                                  | Versenyszám     | Idő      | Hely.    | Össz.    | Idő         | Hely.       | Össz.       | Idő      | Hely.    | Össz.    | Idő     | Helyezés |
| ---------------------------------------------------------- | --------------- | -------- | -------- | -------- | ----------- | ----------- | ----------- | -------- | -------- | -------- | ------- | -------- |
| Lilián Buglia                                              | 100 m           | 12,62    | 3.       | 23.      | kiesett     | kiesett     | kiesett     | kiesett  | kiesett  | kiesett  | kiesett | kiesett  |
| Ana María Fontán                                           | 100 m           | 13,33    | 5.       | 50.      | kiesett     | kiesett     | kiesett     | kiesett  | kiesett  | kiesett  | kiesett | kiesett  |
| Lilián Heinz                                               | 100 m           | 13,01    | 3.       | 43.      | kiesett     | kiesett     | kiesett     | kiesett  | kiesett  | kiesett  | kiesett | kiesett  |
| Lilián Heinz                                               | 200 m           | 26,00    | 4.       | 29.      |             |             |             | kiesett  | kiesett  | kiesett  | kiesett | kiesett  |
| Gladys Erbetta                                             | 200 m           | 25,83    | 4.       | 27.      |             |             |             | kiesett  | kiesett  | kiesett  | kiesett | kiesett  |
| Lilián Heinz Lilián Buglia Gladys Erbetta Ana María Fontán | 4 × 100 m váltó | 48,11    | 3.       | 11.      |             |             |             |          |          |          | kiesett | kiesett  |

| Versenyző        | Versenyszám   | Selejtező | Selejtező | Döntő    | Döntő    |
| Versenyző        | Versenyszám   | Eredmény  | Helyezés  | Eredmény | Helyezés |
| ---------------- | ------------- | --------- | --------- | -------- | -------- |
| Lilián Buglia    | Távolugrás    | 525 cm    | 27.       | kiesett  | kiesett  |
| Gladys Erbetta   | Távolugrás    | 551 cm    | 12.       | 547 cm   | 18.      |
| Ingeborg Mello   | Súlylökés     | 10,82 m   | 19.       | kiesett  | kiesett  |
| Ingeborg Mello   | Diszkoszvetés | 40,91 m   | 5.        | 39,04 m  | 12.      |
| Ingeborg Pfüller | Súlylökés     | 11,85 m   | 15.       | kiesett  | kiesett  |
| Ingeborg Pfüller | Diszkoszvetés | 36,61 m   | 16.       | 41,73 m  | 7.       |

## Birkózás
Kötöttfogású
| Versenyző      | Versenyszám | 1. forduló                         | 2. forduló                | 3. forduló        | 4. forduló        | 5. forduló        | 6. forduló        | Helyezés |
| Versenyző      | Versenyszám | Ellenfél Eredmény                  | Ellenfél Eredmény         | Ellenfél Eredmény | Ellenfél Eredmény | Ellenfél Eredmény | Ellenfél Eredmény | Helyezés |
| -------------- | ----------- | ---------------------------------- | ------------------------- | ----------------- | ----------------- | ----------------- | ----------------- | -------- |
| Adolfo Ramírez | 120 kg      | Andóniosz Jeorgúlisz (GRE) · 12:43 | Tauno Kovanen (FIN) · 0-3 | kiesett           | kiesett           | kiesett           | kiesett           | 9.       |

Szabadfogású
| Versenyző          | Versenyszám | 1. forduló                   | 2. forduló                    | 3. forduló                      | 4. forduló                  | 5. forduló        | 6. forduló        | 7. forduló        | 8. forduló        | Helyezés |
| Versenyző          | Versenyszám | Ellenfél Eredmény            | Ellenfél Eredmény             | Ellenfél Eredmény               | Ellenfél Eredmény           | Ellenfél Eredmény | Ellenfél Eredmény | Ellenfél Eredmény | Ellenfél Eredmény | Helyezés |
| ------------------ | ----------- | ---------------------------- | ----------------------------- | ------------------------------- | --------------------------- | ----------------- | ----------------- | ----------------- | ----------------- | -------- |
| Omar Blebel        | 57 kg       | Ken Irvine (GBR) · 0-3       | Edvin Vesterby (SWE) · 10:58  | kiesett                         | kiesett                     | kiesett           | kiesett           | kiesett           |                   | 13.      |
| Próspero Mammana   | 62 kg       | John Elliott (AUS) · 3-0     | Hoffmann Géza (HUN) · 5:18    | Antonio Randi (ITA) · 2-1       | kiesett                     | kiesett           | kiesett           | kiesett           | kiesett           | 11.      |
| Osvaldo Blasi      | 67 kg       | Arístides Pérez (GUA) · 1:50 | Dick Garrard (AUS) · 0-3      | Tommy Evans (USA) · 0-3         | kiesett                     | kiesett           | kiesett           | kiesett           | kiesett           | 10.      |
| Alberto Longarella | 73 kg       | Nick Mohammed (CAN) · 2-1    | Antonio Rosado (MEX) · 5:27   | William Smith (USA) · 0-3       | Vladislav Sekal (TCH) · 2-1 | kiesett           | kiesett           | kiesett           |                   | 4.       |
| León Genuth        | 79 kg       | Veikko Lahti (FIN) · 2-1     | Adalberto Lepri (ITA) · 12:45 | Gholam Reza Takhti (IRI) · 5:55 | Gustav Gocke (GER) · 0-3    | kiesett           | kiesett           | kiesett           |                   | 6.       |
| Adolfo Ramírez     | 120 kg      | Ken Richmond (GBR) · 5:01    | Bertil Antonsson (SWE) · 3:00 | kiesett                         | kiesett                     | kiesett           | kiesett           |                   |                   | 9.       |

## Evezés
| Versenyző                                                              | Versenyszám              | Előfutam | Előfutam | Vigaszág | Vigaszág | Elődöntő | Elődöntő | Vigaszág | Vigaszág | Döntő   | Döntő   |
| Versenyző                                                              | Versenyszám              | Idő      | Hely.    | Idő      | Hely.    | Típus    | Idő      | Hely.    | Típus    | Idő     | Hely.   |
| ---------------------------------------------------------------------- | ------------------------ | -------- | -------- | -------- | -------- | -------- | -------- | -------- | -------- | ------- | ------- |
| Tranquilo Capozzo Eduardo Guerrero                                     | Kétpárevezős             | 7:04,4   | 1.       |          |          | 7:23,1   | 1.       |          |          | 7:32,2  |         |
| Alberto Madero Óscar Almirón                                           | Kormányos nélküli kettes | 8:02,2   | 2.       |          |          | 7:59,8   | 4.       | 7:41,0   | 2.       | kiesett | kiesett |
| Juan Ecker Roberto Suárez Alfredo Czerner Jorge Schneider Jorge Arripe | Kormányos négyes         | 7:24,4   | 2.       |          |          | 7:14,6   | 4.       | 7:14,8   | 3.       | kiesett | kiesett |

## Kerékpározás

### Pálya-kerékpározás
| Versenyző       | Versenyszám   | 1. forduló                                    | 1. forduló | Vigaszág               | Vigaszág | Negyeddöntő                                               | Negyeddöntő | Vigaszág                                           | Vigaszág | Elődöntő               | Elődöntő | Vigaszág               | Vigaszág | Döntő                  | Döntő   |
| Versenyző       | Versenyszám   | Ellenfelek Győztes idő                        | Hely.      | Ellenfelek Győztes idő | Hely.    | Ellenfelek Győztes idő                                    | Hely.       | Ellenfelek Győztes idő                             | Hely.    | Ellenfelek Győztes idő | Hely.    | Ellenfelek Győztes idő | Hely.    | Ellenfelek Győztes idő | Hely.   |
| --------------- | ------------- | --------------------------------------------- | ---------- | ---------------------- | -------- | --------------------------------------------------------- | ----------- | -------------------------------------------------- | -------- | ---------------------- | -------- | ---------------------- | -------- | ---------------------- | ------- |
| Antonio Giménez | Egyéni sprint | Helge Törn (FIN) · Kihei Tomioka (JPN) · 12,8 | 1.         |                        |          | Werner Potzernheim (GER) · Jan Hijzelendoorn (NED) · 11,6 | 2.          | Szekeres Béla (HUN) · Stéphan Martens (BEL) · 11,8 | 2.       | kiesett                | kiesett  | kiesett                | kiesett  | kiesett                | kiesett |

| Versenyző         | Versenyszám     | Eredmény | Helyezés |
| ----------------- | --------------- | -------- | -------- |
| Clodomiro Cortoni | 1000 m időfutam | 1:13,2   | 4.       |

| Versenyző                                             | Versenyszám          | Selejtező | Selejtező | Negyeddöntő  | Negyeddöntő | Elődöntő     | Elődöntő  | Döntő        | Döntő     | Helyezés |
| Versenyző                                             | Versenyszám          | Idő       | Hely.     | Ellenfél Idő | Saját idő   | Ellenfél Idő | Saját idő | Ellenfél Idő | Saját idő | Helyezés |
| ----------------------------------------------------- | -------------------- | --------- | --------- | ------------ | ----------- | ------------ | --------- | ------------ | --------- | -------- |
| Pedro Salas Óscar Pezoa Óscar Giacché Rodolfo Caccavo | Csapat üldözőverseny | 4:55,2    | 9.        | kiesett      | kiesett     | kiesett      | kiesett   | kiesett      | kiesett   | 9.       |

## Kosárlabda
- Alberto López
- Hugo del Vecchio
- Ignacio Poletti
- Gazsó János
- Juan Uder
- Leopoldo Contarbio
- Omar Monza
- Óscar Furlong
- Rafael Lledó
- Raúl Pérez
- Ricardo González
- Roberto Viau
- Rubén Menini
- Rubén Pagliari

### Eredmények
C csoport
| Csapat         | JM | GY | V | DP  | KP  | +/- | PT |
| -------------- | -- | -- | - | --- | --- | --- | -- |
| Argentína      | 3  | 3  | 0 | 239 | 196 | +43 | 6  |
| Brazília       | 3  | 2  | 1 | 184 | 179 | +5  | 5  |
| Fülöp-szigetek | 3  | 1  | 2 | 192 | 221 | -29 | 4  |
| Kanada         | 3  | 0  | 3 | 201 | 220 | -19 | 3  |

| 1952. július 25. | Argentína (ARG) | 85–59 | Fülöp-szigetek |  |
| 1952. július 25. | (44–30)         |       |                |  |

| 1952. július 26. | Argentína (ARG) | 82–81 | Kanada |  |
| 1952. július 26. | (42–48)         |       |        |  |

| 1952. július 27. | Argentína (ARG) | 72–56 | Brazília |  |
| 1952. július 27. | (31–21)         |       |          |  |

Negyeddöntő
F csoport
| Csapat        | JM | GY | V | DP  | KP  | +/- | PT |
| ------------- | -- | -- | - | --- | --- | --- | -- |
| Uruguay       | 3  | 2  | 1 | 194 | 187 | +7  | 5  |
| Argentína     | 3  | 2  | 1 | 226 | 174 | +52 | 5  |
| Bulgária      | 3  | 1  | 2 | 177 | 220 | -43 | 4  |
| Franciaország | 3  | 1  | 2 | 178 | 194 | -16 | 4  |

| 1952. július 28. | Argentína (ARG) | 100–56 | Bulgária |  |
| 1952. július 28. | (53–29)         |        |          |  |

| 1952. július 29. | Argentína (ARG) | 61–52 | Franciaország |  |
| 1952. július 29. | (31–27)         |       |               |  |

| 1952. július 30. | Uruguay (URU) | 66–65 | Argentína |  |
| 1952. július 30. | (66–65)       |       |           |  |

Elődöntő
| 1952. július 31. | Egyesült Államok (USA) | 85–76 | Argentína |  |
| 1952. július 31. | (43–39)                |       |           |  |

Bronzmérkőzés
| 1952. augusztus 2. | Uruguay (URU) | 68–59 | Argentína |  |
| 1952. augusztus 2. | (31–24)       |       |           |  |

| Csapat    | Helyezés |
| --------- | -------- |
| Argentína | 4.       |

## Lovaglás
Díjugratás
| Versenyző                                               | Ló                          | Versenyszám | 1. kör | 1. kör | 1. kör | 2. kör | 2. kör | 2. kör | Végeredmény | Végeredmény | Végeredmény |
| Versenyző                                               | Ló                          | Versenyszám | Idő    | Bünt.  | Hely.  | Idő    | Bünt.  | Hely.  | Idő         | Bünt.       | Helyezés    |
| ------------------------------------------------------- | --------------------------- | ----------- | ------ | ------ | ------ | ------ | ------ | ------ | ----------- | ----------- | ----------- |
| Sergio Dellachá                                         | Santa Fe                    | Egyéni      | 1:43,4 | 8      | 12.    | 1:47,8 | 4      | 4.     | 3:31,2      | 12          | 7.**        |
| Argentino Molinuevo                                     | Discutido                   | Egyéni      | 1:37,8 | 4      | 2.     | 1:35,2 | 8      | 13.    | 3:13,0      | 12          | 7.**        |
| Julio César Sagasta                                     | Don Juan                    | Egyéni      | 1:55,2 | 16     | 33.    | 1:59,4 | 20,75  | 41.    | 3:54,6      | 36,75       | 38.         |
| Argentino Molinuevo Sergio Dellachá Julio César Sagasta | Discutido Santa Fe Don Juan | Csapat      |        | 28     | 3.     |        | 32,75  | 9.     |             | 60,75       | 7.          |

Lovastusa
| Versenyző                                     | Ló                      | Versenyszám | Díjlovaglás | Díjlovaglás | Tereplovaglás | Tereplovaglás | Tereplovaglás | Díjugratás | Díjugratás | Végeredmény | Végeredmény |
| Versenyző                                     | Ló                      | Versenyszám | Bünt.       | Hely.       | Bünt.         | Hely.         | Össz.         | Bünt.      | Hely.      | Bünt.       | Helyezés    |
| --------------------------------------------- | ----------------------- | ----------- | ----------- | ----------- | ------------- | ------------- | ------------- | ---------- | ---------- | ----------- | ----------- |
| Jorge Cánaves                                 | Yatay                   | Egyéni      | -150,66     | 34.         | kizárták      | kizárták      | kizárták      | kiesett    | kiesett    | kiesett     | kiesett     |
| Pedro Mercado                                 | Mandinga                | Egyéni      | -130,80     | 22.         | 78            | 3.*           | 4.            | -10        | 10.        | -62,80      | 4.          |
| Carlos Villanueva                             | San Luis                | Egyéni      | -124,66     | 16.         | nem ért célba | nem ért célba | nem ért célba | kiesett    | kiesett    | kiesett     | kiesett     |
| Pedro Mercado Carlos Villanueva Jorge Cánaves | Mandinga San Luis Yatay | Csapat      | -406,12     | 7.          | nem ért célba | nem ért célba | nem ért célba | kiesett    | kiesett    | kiesett     | kiesett     |

* - egy másik versenyzővel azonos eredményt ért el

** - három másik versenyzővel/csapattal azonos eredményt ért el

## Ökölvívás
| Versenyző        | Versenyszám   | Selejtező                         | Nyolcaddöntő                | Negyeddöntő                 | Elődöntő                  | Döntő                  | Helyezés |
| Versenyző        | Versenyszám   | Ellenfél Eredmény                 | Ellenfél Eredmény           | Ellenfél Eredmény           | Ellenfél Eredmény         | Ellenfél Eredmény      | Helyezés |
| ---------------- | ------------- | --------------------------------- | --------------------------- | --------------------------- | ------------------------- | ---------------------- | -------- |
| Alberto Barenghi | Légsúly       | Roland Johansson (SWE) · 1-2      | kiesett                     | kiesett                     | kiesett                   | kiesett                | 16.      |
| Rómulo Parés     | Harmatsúly    | Lennie von Graevenitz (RSA) · 1-2 | kiesett                     | kiesett                     | kiesett                   | kiesett                | 17.      |
| Ángel Leyes      | Pehelysúly    | Sidney Greave (PAK) · KO          | kiesett                     | kiesett                     | kiesett                   | kiesett                | 17.      |
| Américo Bonetti  | Könnyűsúly    | Johnny van Rensburg (RSA) · 3-0   | Leopold Potesil (AUT) · 3-0 | Gheorghe Fiat (ROU) · 1-2   | kiesett                   | kiesett                | 5.       |
| Oscar Gallardo   | Kisváltósúly  | Peter Waterman (GBR) · 1-2        | kiesett                     | kiesett                     | kiesett                   | kiesett                | 17.      |
| Marcos Sarfatti  | Váltósúly     | Sergey Shcherbakov (URS) · DISG   | kiesett                     | kiesett                     | kiesett                   | kiesett                | 17.      |
| Eladio Herrera   | Nagyváltósúly | Ardashes Saginian (IRI) · 3-0     | Josef Hamberger (AUT) · KO  | Guido Mazzinghi (ITA) · DSQ | Papp László (HUN) · 0-3   | kiesett                |          |
| Héctor Maturano  | Középsúly     | Bedřich Koutný (TCH) · 1-2        | kiesett                     | kiesett                     | kiesett                   | kiesett                | 17.      |
| Antonio Pacenza  | Félnehézsúly  |                                   | Rolf Storm (SWE) · 2-1      | Lucio Grotone (BRA) · 3-0   | Anatoly Perov (URS) · 3-0 | Norvel Lee (USA) · 0-3 |          |
| José Sartor      | Nehézsúly     | Eddie Hearn (GBR) · 1-2           | kiesett                     | kiesett                     | kiesett                   | kiesett                | 16.      |

## Öttusa
| Versenyző        | Versenyszám | Lovaglás | Lovaglás | Lovaglás | Vívás    | Vívás     | Vívás | Lövészet | Lövészet | Úszás  | Úszás | Futás   | Futás | Összesen    | Összesen |
| Versenyző        | Versenyszám | Idő      | Pont     | Hely.    | Győzelem | Döntetlen | Hely. | Pontszám | Hely.    | Idő    | Hely. | Idő     | Hely. | Összes pont | Helyezés |
| ---------------- | ----------- | -------- | -------- | -------- | -------- | --------- | ----- | -------- | -------- | ------ | ----- | ------- | ----- | ----------- | -------- |
| Jorge Cáceres    | Egyéni      | 10:56,6  | 78       | 33.      | 18       | 8         | 39.   | 182      | 14.      | 5:02,5 | 28.   | 16:59,7 | 38.   | 152         | 34.      |
| Luis Ribera      | Egyéni      | 9:33,5   | 100      | 5.       | 20       | 6         | 31.   | 176      | 33.      | 4:32,6 | 13.   | 15:49,7 | 18.   | 100         | 16.      |
| Carlos Velázquez | Egyéni      | 9:32,6   | 97       | 17.      | 20       | 2         | 33.   | 186      | 7.       | 5:35,7 | 41.   | 16:01,2 | 25.   | 123         | 24.      |

| Versenyző                                  | Versenyszám | Lovaglás | Lovaglás | Vívás | Vívás | Lövészet | Lövészet | Úszás | Úszás | Futás | Futás | Összesen    | Összesen |
| Versenyző                                  | Versenyszám | Pont     | Hely.    | Pont  | Hely. | Pont     | Hely.    | Pont  | Hely. | Pont  | Hely. | Összes pont | Helyezés |
| ------------------------------------------ | ----------- | -------- | -------- | ----- | ----- | -------- | -------- | ----- | ----- | ----- | ----- | ----------- | -------- |
| Luis Ribera Carlos Velázquez Jorge Cáceres | Csapat      | 53       | 5.       | 98    | 12.   | 52       | 5.       | 75    | 9.    | 77    | 10.   | 355         | 8.       |

## Sportlövészet
| Versenyző                          | Versenyszám            | Eredmény | Helyezés |
| ---------------------------------- | ---------------------- | -------- | -------- |
| Oscar Cervo                        | Gyorstüzelő pisztoly   | 571      | 10.      |
| Carlos Enrique Díaz Sáenz Valiente | Gyorstüzelő pisztoly   | 577      | 4.       |
| Carlos Choque                      | Szabadpisztoly         | 515      | 31.      |
| Pablo Cagnasso                     | Szabadpuska, összetett | 1092     | 9.       |
| David Schiaffino                   | Szabadpuska, összetett | 1074     | 13.      |
| Juan de Giacomo                    | Trap                   | 175      | 25.      |
| Fulvio Rocchi                      | Trap                   | 109      | 40.      |

## Súlyemelés
| Versenyző           | Versenyszám | Nyomás   | Nyomás   | Szakítás | Szakítás | Lökés    | Lökés    | Összesen | Helyezés |
| Versenyző           | Versenyszám | Eredmény | Helyezés | Eredmény | Helyezés | Eredmény | Helyezés | Összesen | Helyezés |
| ------------------- | ----------- | -------- | -------- | -------- | -------- | -------- | -------- | -------- | -------- |
| Ángel Sposato       | 75 kg       | 107,5    | 7.*      | 110,0    | 7.*      | 140,0    | 8.***    | 357,5    | 7.       |
| Osvaldo Forte       | 82,5 kg     | 112,5    | 11.*     | 115,0    | 7.****   | 155,0    | 7.       | 382,5    | 7.       |
| Francisco Rensonnet | 90 kg       | 107,5    | 11.****  | 112,5    | 8.**     | 150,0    | 6.*      | 370,0    | 7.       |
| Norberto Ferreira   | +90 kg      | 140,0    | 4.*      | 115,0    | 8.       | 155,0    | 5.*      | 410,0    | 6.       |
| Humberto Selvetti   | +90 kg      | 150,0    | 1.*      | 120,0    | 5.       | 162,5    | 3.*      | 432,5    |          |

* - egy másik versenyzővel azonos eredményt ért el

** - két másik versenyzővel azonos eredményt ért el

*** - három másik versenyzővel azonos eredményt ért el

**** - négy másik versenyzővel azonos eredményt ért el

## Torna
Férfi
| Versenyző     | Versenyszám      | Eredmény | Helyezés |
| ------------- | ---------------- | -------- | -------- |
| César Bonoris | Talaj            | 14,90    | 161.**   |
| César Bonoris | Ugrás            | 15,45    | 168.     |
| César Bonoris | Korlát           | 16,60    | 130.*    |
| César Bonoris | Nyújtó           | 16,00    | 131.*    |
| César Bonoris | Gyűrű            | 15,80    | 144.     |
| César Bonoris | Lólengés         | 10,05    | 177.     |
| César Bonoris | Egyéni összetett | 88,80    | 157.*    |
| Juan Caviglia | Talaj            | 18,10    | 45.*     |
| Juan Caviglia | Ugrás            | 17,25    | 135.*    |
| Juan Caviglia | Korlát           | 14,65    | 166.     |
| Juan Caviglia | Nyújtó           | 14,75    | 151.*    |
| Juan Caviglia | Gyűrű            | 15,95    | 136.     |
| Juan Caviglia | Lólengés         | 15,15    | 127.*    |
| Juan Caviglia | Egyéni összetett | 95,85    | 132.*    |

* - egy másik versenyzővel azonos eredményt ért el

** - két másik versenyzővel azonos eredményt ért el

## Úszás
Férfi
| Versenyző                                                      | Versenyszám     | Előfutam | Előfutam | Előfutam | Elődöntő | Elődöntő | Elődöntő | Döntő   | Döntő    |
| Versenyző                                                      | Versenyszám     | Idő      | Hely.    | Össz.    | Idő      | Hely.    | Össz.    | Idő     | Helyezés |
| -------------------------------------------------------------- | --------------- | -------- | -------- | -------- | -------- | -------- | -------- | ------- | -------- |
| Carlos Alberto Bonacich                                        | 400 m gyors     | 5:06,3   | 4.       | 34.      | kiesett  | kiesett  | kiesett  | kiesett | kiesett  |
| Orlando Cossani                                                | 200 m mell      | 2:39,6   | 2.       | 5.       | 2:43,1   | 7.       | 14.      | kiesett | kiesett  |
| Pedro Galvão                                                   | 100 m hát       | 1:08,1   | 1.       | 6.       | 1:07,9   | 3.       | 6.       | 1:07,7  | 5.       |
| Marcelo Trabucco                                               | 100 m gyors     | 1:01,5   | 4.       | 39.      | kiesett  | kiesett  | kiesett  | kiesett | kiesett  |
| Alfredo Yantorno                                               | 400 m gyors     | 4:54,5   | 4.       | 23.      | kiesett  | kiesett  | kiesett  | kiesett | kiesett  |
| Federico Zwanck                                                | 100 m gyors     | 1:01,2   | 4.       | 34.*     | kiesett  | kiesett  | kiesett  | kiesett | kiesett  |
| Federico Zwanck                                                | 400 m gyors     | 4:56,4   | 5.       | 27.      | kiesett  | kiesett  | kiesett  | kiesett | kiesett  |
| Federico Zwanck Marcelo Trabucco Pedro Galvão Alfredo Yantorno | 4 × 200 m gyors | 8:59,3   | 3.       | 7.       |          |          |          | 8:56,9  | 8.       |

Női
| Versenyző         | Versenyszám | Előfutam | Előfutam | Előfutam | Elődöntő | Elődöntő | Elődöntő | Döntő   | Döntő    |
| Versenyző         | Versenyszám | Idő      | Hely.    | Össz.    | Idő      | Hely.    | Össz.    | Idő     | Helyezés |
| ----------------- | ----------- | -------- | -------- | -------- | -------- | -------- | -------- | ------- | -------- |
| Ana María Schultz | 100 m gyors | 1:10,6   | 3.       | 22.*     | kiesett  | kiesett  | kiesett  | kiesett | kiesett  |
| Ana María Schultz | 400 m gyors | 5:26,1   | 1.       | 12.      | 5:22,0   | 3.       | 7.       | 5:24,0  | 7.       |

* - egy másik versenyzővel azonos időt ért el

## Vitorlázás
| Versenyző                                                                                        | Versenyszám | Futam | Futam | Futam | Futam | Futam | Futam | Futam | Pontszám | Helyezés |
| Versenyző                                                                                        | Versenyszám | 1     | 2     | 3     | 4     | 5     | 6     | 7     | Pontszám | Helyezés |
| ------------------------------------------------------------------------------------------------ | ----------- | ----- | ----- | ----- | ----- | ----- | ----- | ----- | -------- | -------- |
| Carlos Miguel Benn                                                                               | Finn dingi  | 206   | 150   | DNF   | 168   | 168   | 206   | 206   | 1104     | 25.      |
| Alfredo Vallebona Jorge Emilio Brauer                                                            | Csillaghajó | 423   | 144   | DNF   | 309   | 382   | 382   | 193   | 1833     | 16.      |
| Horacio Campi Jorge Alberto del Río Roberto Sieburger                                            | Sárkányhajó | 486   | 1031  | 1031  | 729   | 1031  | 1031  | 486   | 5339     | 4.       |
| Ludovico Kempter Rodolfo Vollenweider Tomás Galfrascoli                                          | 5,5 méter   | 828   | 351   | 703   | 460   | 1004  | 460   | 527   | 3982     | 5.       |
| Enrique Sieburger Horacio Monti Hércules Morini Rufino Rodríguez de la Torre Werner von Foerster | 6 méter     | 364   | 841   | 540   | 364   | 443   | 841   | 239   | 3393     | 5.       |

DNF - nem ért célba

## Vívás
Férfi
| Versenyző                                                                 | Versenyszám       | 1. forduló | 1. forduló | 2. forduló | 2. forduló | Elődöntő | Elődöntő | Döntő               | Döntő   |
| Versenyző                                                                 | Versenyszám       | Ellenfelek Eredmény | Hely.      | Ellenfelek Eredmény | Hely.      | Ellenfelek Eredmény | Hely.    | Ellenfelek Eredmény | Hely.   |
| ------------------------------------------------------------------------- | ----------------- | --- | ---------- | --- | ---------- | --- | -------- | ------------------- | ------- |
| Félix Galimi                                                              | Tőr, egyéni       | Rolf Magnusson (SWE) · German Bokun (URS) · Raymond Paul (GBR) · Ivan Lund (AUS) · Juan Kavanagh (VEN) · Roland Asselin (CAN) · 4-1 (17)                                             | 2.*        | Giancarlo Bergamini (ITA) · Mahmoud Younes (EGY) · Albie Axelrod (USA) · Jerzy Pawłowski (POL) · Kurt Lindeman (FIN) · Sergio Iesi (URU) · 2-4 (28)                             | 6.         | kiesett | kiesett  | kiesett             | kiesett |
| Fulvio Galimi                                                             | Tőr, egyéni       | André Verhalle (BEL) · René Paul (GBR) · Jerzy Twardokens (POL) · Kurt Wahl (GER) · Maki Sinicsi (JPN) · Rubén Soberón (GUA) · 3-2 (17)                                              | 4.         | Edoardo Mangiarotti (ITA) · Mohamed Ali Riad (EGY) · Nils Rydström (SWE) · Luke Wendon (GBR) · Paul Valcke (BEL) · Nicolae Marinescu (ROU) · 2-4 (24)                           | 4.**       | kiesett | kiesett  | kiesett             | kiesett |
| José Rodríguez                                                            | Tőr, egyéni       | Gustave Ballister (BEL) · Albie Axelrod (USA) · Kurt Lindeman (FIN) · Andrei Vîlcea (ROU) · Edward Brooke (CAN) · Eduardo López (GUA) · 3-3 (23)                                     | 5.         | kiesett | kiesett    | kiesett | kiesett  | kiesett             | kiesett |
| Santiago Massini                                                          | Párbajtőr, egyéni | Mogens Lüchow (DEN) · Jean-Baptiste Maquet (BEL) · Ed Vebell (USA) · Andrzej Przeździecki (POL) · Edward Brooke (CAN) · Zoltan Uray (ROU) · Charles Stanmore (AUS) · 2-5 (16)        | 6.         | kiesett | kiesett    | kiesett | kiesett  | kiesett             | kiesett |
| Enrique Rettberg                                                          | Párbajtőr, egyéni | Ivan Lund (AUS) · René Dybker (DEN) · Johan von Koss (NOR) · Ghislain Delaunois (BEL) · Armand Mouyal (FRA) · Abelardo Menéndez (CUB) · Juozas Ūdras (URS) · 2-4 (13)                | 6.         | kiesett | kiesett    | kiesett | kiesett  | kiesett             | kiesett |
| Vito Simonetti                                                            | Párbajtőr, egyéni | Raimondo Carnera (DEN) · Fathallah Abdel Rahman (EGY) · Álvaro Mário Mourão (POR) · Emilio Meraz (MEX) · Darío Amaral (BRA) · That Hải Tơn (VIE) · George Carpenter (IRL) · 2-5 (16) | 6.         | kiesett | kiesett    | kiesett | kiesett  | kiesett             | kiesett |
| José D'Andrea                                                             | Kard, egyéni      | Heinz Lechner (AUT) · Antonio Haro (MEX) · Adalbert Gurath (ROU) · Hans Esser (GER) · Farid Abou-Shadi (EGY) · Roland Asselin (CAN) · 5-1 (21)                                       | 1.         | Gerevich Aladár (HUN) · Leszek Suski (POL) · Ivan Manayenko (URS) · Renzo Nostini (ITA) · Palle Frey (DEN) · Antonio Haro (MEX) · Allan Kwartler (USA) · 1-6 (32)               | 7.         | kiesett | kiesett  | kiesett             | kiesett |
| Edgardo Pomini                                                            | Kard, egyéni      | Hubert Loisel (AUT) · Leszek Suski (POL) · Ion Santo (ROU) · Ivan Ruben (DEN) · Umberto Menegalli (SUI) · Olaf Sandner (VEN) · Ivan Lund (AUS) · 4-3 (23)                            | 3.         | Kovács Pál (HUN) · Werner Plattner (AUT) · Gustave Ballister (BEL) · Adalbert Gurath (ROU) · George Worth (USA) · Lev Kuznetsov (URS) · Wojciech Zabłocki (POL) · 0-7 (35)      | 8.         | kiesett | kiesett  | kiesett             | kiesett |
| Daniel Sande                                                              | Kard, egyéni      | Gustave Ballister (BEL) · Boris Belyakov (URS) · Bob Anderson (GBR) · Benito Ramos (MEX) · Alfred Eriksen (NOR) · José Ferreira (POR) · 3-3 (26)                                     | 4.         | Vincenzo Pinton (ITA) · Jean Levavasseur (FRA) · Joe de Capriles (USA) · Marcel Van Der Auwera (BEL) · William Beatley (GBR) · Ion Santo (ROU) · Willy Fascher (GER) · 5-2 (23) | 4.         | Gerevich Aladár (HUN) · Gastone Darè (ITA) · Heinz Lechner (AUT) · Ivan Manayenko (URS) · Joe de Capriles (USA) · Ilie Tudor (ROU) · 2-3 (20) | 4.**     | kiesett             | kiesett |
| Fulvio Galimi José Rodríguez Eduardo Sastre Félix Galimi Santiago Massini | Tőr, csapat       | Szovjetunió (URS) · 8-8 | 2.         | Magyarország (HUN) · 9-7 · Egyesült Államok (USA) · 7-9 · Németország (GER) · 11-5                                                                                              | 2.         | Franciaország (FRA) · 2-9 · Egyiptom (EGY) · 7-9                                                                                              | 3.       | kiesett             | kiesett |
| Félix Galimi José D'Andrea Edgardo Pomini Daniel Sande Fulvio Galimi      | Kard, csapat      | Portugália (POR) · 9-5 · Saar-vidék (SAA) · 12-4 | 2.         | Olaszország (ITA) · 1-9 · Nagy-Britannia (GBR) · 7-9 | 3.         | kiesett | kiesett  | kiesett             | kiesett |

Női
| Versenyző     | Versenyszám | 1. forduló | 1. forduló | 2. forduló | 2. forduló | Elődöntő            | Elődöntő | Döntő               | Döntő   |
| Versenyző     | Versenyszám | Ellenfelek Eredmény | Hely.      | Ellenfelek Eredmény | Hely.      | Ellenfelek Eredmény | Hely.    | Ellenfelek Eredmény | Hely.   |
| ------------- | ----------- | --- | ---------- | --- | ---------- | ------------------- | -------- | ------------------- | ------- |
| Elsa Irigoyen | Tőr, egyéni | Elek Ilona (HUN) · Odette Drand (FRA) · Fritzi Wenisch-Filz (AUT) · Marianne Sjöblom (FIN) · Gerda Muller (VEN) · 3-2 (12) | 3.         | Jan York-Romary (USA) · Renée Garilhe (FRA) · Ellen Müller-Preis (AUT) · Mary Glen-Haig (GBR) · Irena Nawrocka (POL) · 0-4 (16) | 6.         | kiesett             | kiesett  | kiesett             | kiesett |

* - egy másik versenyzővel azonos eredményt ért el

** - két másik versenyzővel azonos eredményt ért el

## Vízilabda
- Luis Díez
- Ladislao Szabo
- Luis Normandín
- Mario Sebastián
- Osvaldo Codaro
- Carlos Visentín
- Marcelo Visentín

### Eredmények
C csoport
| Csapat      | JM | GY | D | V | LG | KG | GK  | PT |
| ----------- | -- | -- | - | - | -- | -- | --- | -- |
| Jugoszlávia | 3  | 3  | 0 | 0 | 20 | 3  | +17 | 6  |
| Hollandia   | 3  | 2  | 0 | 1 | 17 | 6  | +11 | 4  |
| Svédország  | 3  | 1  | 0 | 2 | 9  | 18 | -9  | 2  |
| Argentína   | 3  | 0  | 0 | 3 | 6  | 25 | -19 | 0  |

| 1952. július 26. | Hollandia (NED) | 9 – 3 | Argentína |  |
| 1952. július 26. | (6 – 1)         |       |           |  |
| 1952. július 26. |                 |       |           |  |

| 1952. július 27. | Jugoszlávia (YUG) | 9 – 1 | Argentína |  |
| 1952. július 27. | (4 – 1)           |       |           |  |
| 1952. július 27. |                   |       |           |  |

| 1952. július 28. | Svédország (SWE) | 7 – 2 | Argentína |  |
| 1952. július 28. | (3 – 2)          |       |           |  |
| 1952. július 28. |                  |       |           |  |

| Csapat    | Helyezés |
| --------- | -------- |
| Argentína | 13.      |